# Anna Arena
Anna Arena, née à Quiliano le 21 juin 1919 et morte à Jesolo le 19 août 1974, est une actrice italienne active de 1942 à 1964.

## Filmographie partielle
- 1942 : Gelosia de Ferdinando Maria Poggioli
- 1945 : Carmen de Christian-Jaque
- 1951 : Vacanze col gangster de Dino Risi
- 1952 : 
  - È arrivato l'accordatore de Duilio Coletti
  - L'Héritier de Zorro de Mario Soldati
- 1953 : La Louve de Calabre d'Alberto Lattuada
- 1959 : 
  - La Loi de Jules Dassin
  - La Vengeance du Sarrasin (La scimitarra del saraceno) de Piero Pierotti.
- 1960 : Le Bel Antonio de Vitaliano Brancati
- 1961 : Mary la rousse, femme pirate d'Umberto Lenzi